# Gribaudi
La Piero Gribaudi Editore, meglio nota come Gribaudi, è una casa editrice italiana specializzata inizialmente in libri religiosi e di cultura religiosa.

## Storia
La casa editrice fu fondata a Torino da Piero Gribaudi, scrittore ed editore di ispirazione cattolica. Il primo libro, pubblicato l'11 maggio 1966, è una raccolta di testi (tra gli autori Michel Quoist, Louis-Joseph Lebret, C. Lopez, Lelotte, Charles de Foucauld) con il titolo: Tutti i figli di Dio hanno le ali. Raccolta di preghiere per la gioventù. Il secondo è di Giovanni Barra su Mazzolari, un profeta obbediente, il terzo di Luigi Rosadoni su La violenza dei disarmati, una raccolta di documenti e testimonianze sulla non-violenza cristiana. Il quarto libro è di Divo Barsotti su La Chiesa e Israele. E poi libri di David Maria Turoldo, Pierre Benoit, la comunità monastica di Bose, molti altri.
Cinque le collane: "Biblioteca della gioventù",  "Profeti nuovi",  "Rosso di sera" (documenti e testimonianze), "Il chicco di senape" (problematiche postconciliari), "La Parola di Dio".
Nel 1993 fu venduta e la sede fu spostata a Milano. La casa editrice mantiene il nome del fondatore pur non essendo più di proprietà della famiglia Gribaudi. E oltre ai libri religiosi, allarga il campo ad altri settori tra cui il business.
Si è qualificata come grande editore dal 1998 al 2006 pubblicando oltre 50 titoli l'anno.
Nel 2009 Piero Gribaudi, il fondatore, «conoscendo a fondo la pesante inefficienza e insufficienza in Italia in campo bibliografico», ha redatto il catalogo storico della casa editrice negli anni da lui diretta (1966-1993) con l'aggiunta di aneddoti editoriali.